# Heidelbergska katekesen
Heidelbergska katekesen (tyska: Heidelberger Katechismus) är en reformert katekes som publicerades 1563 i Heidelberg, Tyskland. Den består av 129 frågor och svar som syftar till att undervisa om kristen tro och liv. Katekesens första fråga sammanfattar dess budskap: 
"Vad är din enda tröst i liv och död?

Att jag inte är min egen, utan tillhör min trofasta Frälsare Jesus Kristus..."

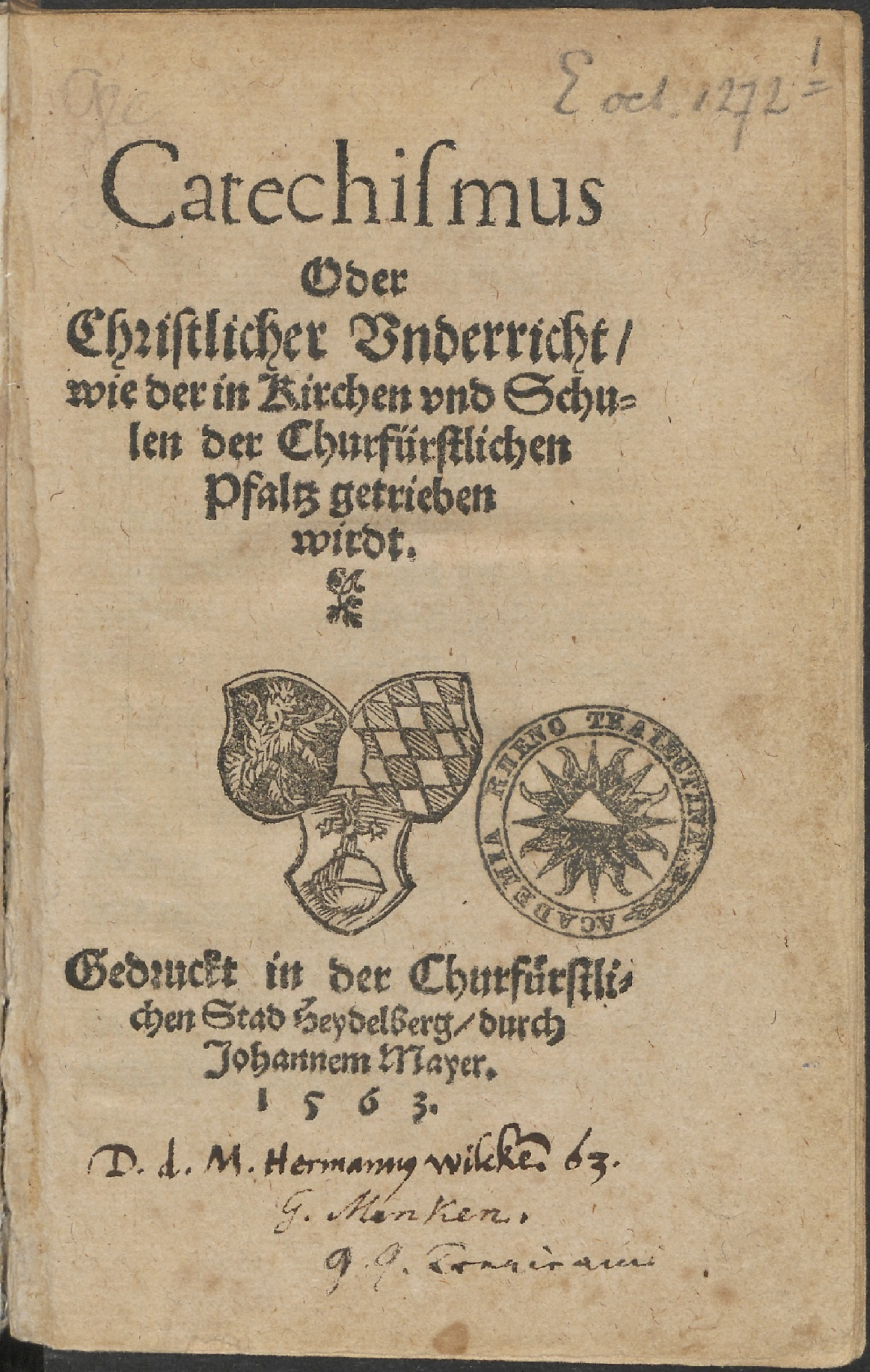
Upplagan från 1563

Katekesens syfte var att ge en gemensam undervisning för ungdomar, vägledning för predikanter och en enhetlig bekännelse för de protestantiska grupperna i kurfurstendömet Pfalz. Den beställdes av kurfurst Fredrik III och sammanställdes av en grupp teologer vid universitetet i Heidelberg, där Zacharias Ursinus var huvudförfattare.  Den blev snabbt accepterad och användes brett inom reformerta. 
Heidelbergska katekesen är känd för sin pedagogiska struktur och andaktsfulla ton. Den har översatts till många språk och används fortfarande i många reformerta kyrkor världen över. 